# Берлинский сборник

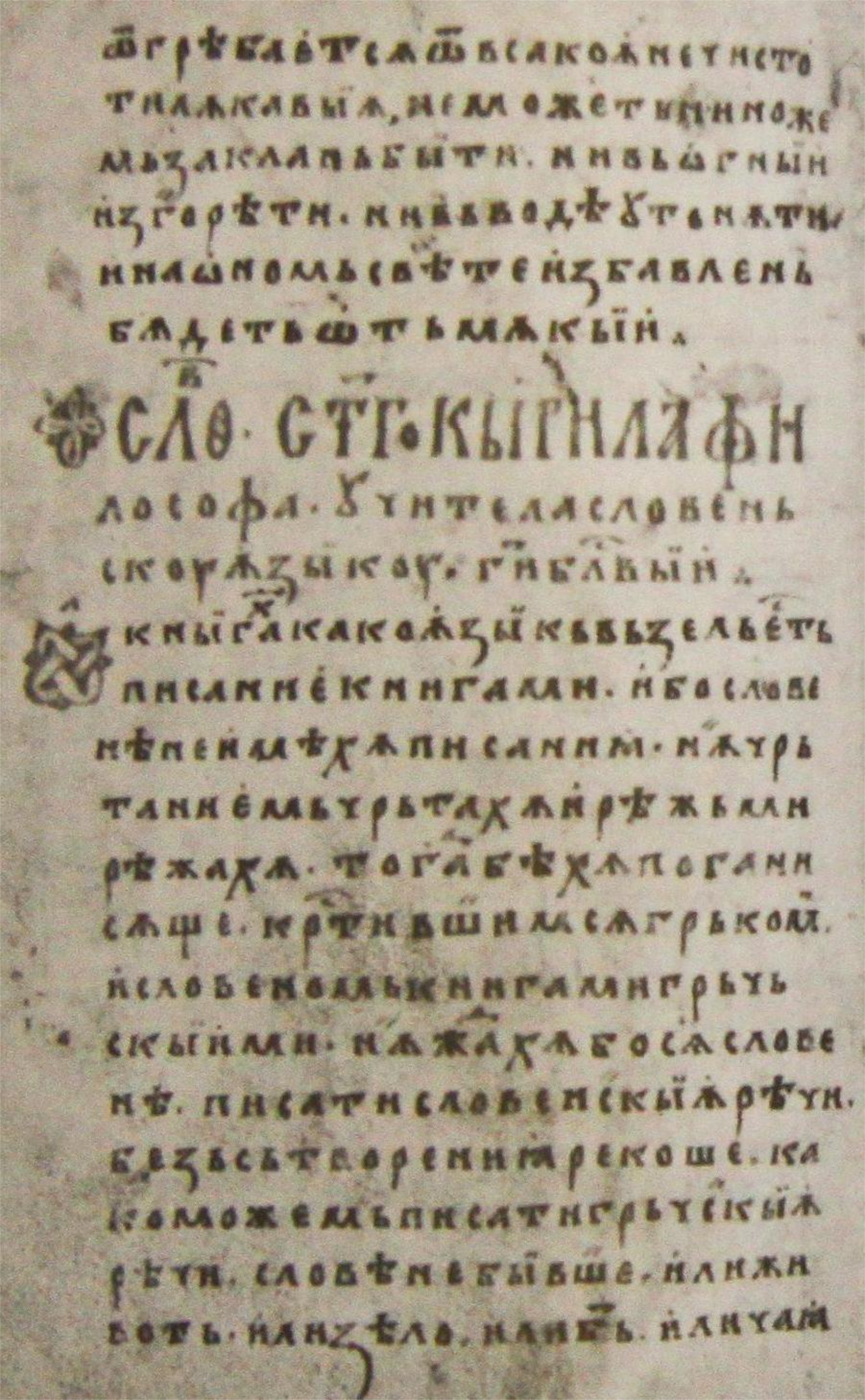
Берлинский сборник

Берлинский сборник — среднеболгарская рукопись конца XIII — начала XIV века. Имеет смешанное содержание, в котором преобладают апокрифы и беллетристика.
Рукопись хранится в Берлинской государственной библиотеке под № 48, откуда и её название. Обнаружена и опубликована Вуком Караджичем в записи на 135 пергаментных листах (четвертинах). После него Ватрослав Ягич обнаружил другую копию рукописи, которая сейчас хранится в Российской национальной библиотеке в Петербурге в коллекции Александра Гильфердинга под № 42.